# Bjala (Varna)
Bjala (Bulgaars: Бяла) (soms ook geschreven als Byala) is een klein stadje en badplaats met ongeveer 2.000 inwoners in het oosten van Bulgarije in de  oblast Varna. Het is de hoofdplaats van de gelijknamige gemeente Bjala en is op 5 september 1984 uitgeroepen tot stad. Het stadje Bjala ligt ongeveer 50 km ten zuiden van  Varna en 70 km ten noorden van Boergas. Bjala in  oblast  Varna dient niet verward te worden met de gelijknamige stad en gemeente  Bjala in  oblast  Roese.

## Bevolking
De bevolking van het stadje Bjala is de laatste decennia vrij stabiel gebleven, terwijl de gemeente Bjala met een serieuze bevolkingsafname te maken heeft.
| stad Bjala     | 2249 | 2416 | 2407 | 2530 | 2624 | 2488 | 2416 | 2108 | 2034 | 1951 |
| gemeente Bjala | 5455 | 5260 | 5461 | 4976 | 4346 | 4019 | 3787 | 3413 | 3242 | 3006 |

### Religie
De meest recente volkstelling van Bulgarije dateert uit 7 september 2021 en was grotendeels optioneel. Van de 3.006 inwoners die toen in de gemeente Bjala werden geregistreerd, reageerden er 2.788 op de vraag naar religieuze en levensbeschouwelijke overtuiging. Van de 2.788 respondenten identificeerden 2.029 zichzelf als christenen (of 72,78% van alle ondervraagden en 67,50% van de totale bevolking), terwijl 177 ondervraagden zichzelf moslim noemden (6,35% van alle ondervraagden). De gemeente telde verder 3 joden en 275 personen zonder religie (9,86%). 304 inwoners (10,9%) gaven geen antwoord of een antwoord dat onduidelijk was. 
In de volkstelling van februari 2011 - waarop 36,8% van de bevolking geen antwoord gaf - was de religieuze samenstelling van de respondenten nog als volgt: 75,27% Bulgaars-Orthodoxe Kerk en 2,34% moslim. De rest van de bevolking had een andere religie of was niet religieus.
| Religieuze samenstelling in februari 2011 | Religieuze samenstelling in februari 2011 | Religieuze samenstelling in februari 2011 | Religieuze samenstelling in februari 2011 | Religieuze samenstelling in februari 2011 |
| ----------------------------------------- | ----------------------------------------- | ----------------------------------------- | ----------------------------------------- | ----------------------------------------- |
|                                           |                                           |                                           |                                           |                                           |
| Bulgaars-Orthodoxe Kerk                   | Bulgaars-Orthodoxe Kerk                   |                                           | 75,27%                                    | 75,27%                                    |
| Katholieke Kerk                           | Katholieke Kerk                           |                                           | 0,00%                                     | 0,00%                                     |
| Protestantisme                            | Protestantisme                            |                                           | 0,53%                                     | 0,53%                                     |
| Islam                                     | Islam                                     |                                           | 2,34%                                     | 2,34%                                     |
| Geen                                      | Geen                                      |                                           | 12,68%                                    | 12,68%                                    |
| Anders/ Onbekend                          | Anders/ Onbekend                          |                                           | 9,18%                                     | 9,18%                                     |

## Affaire Leers

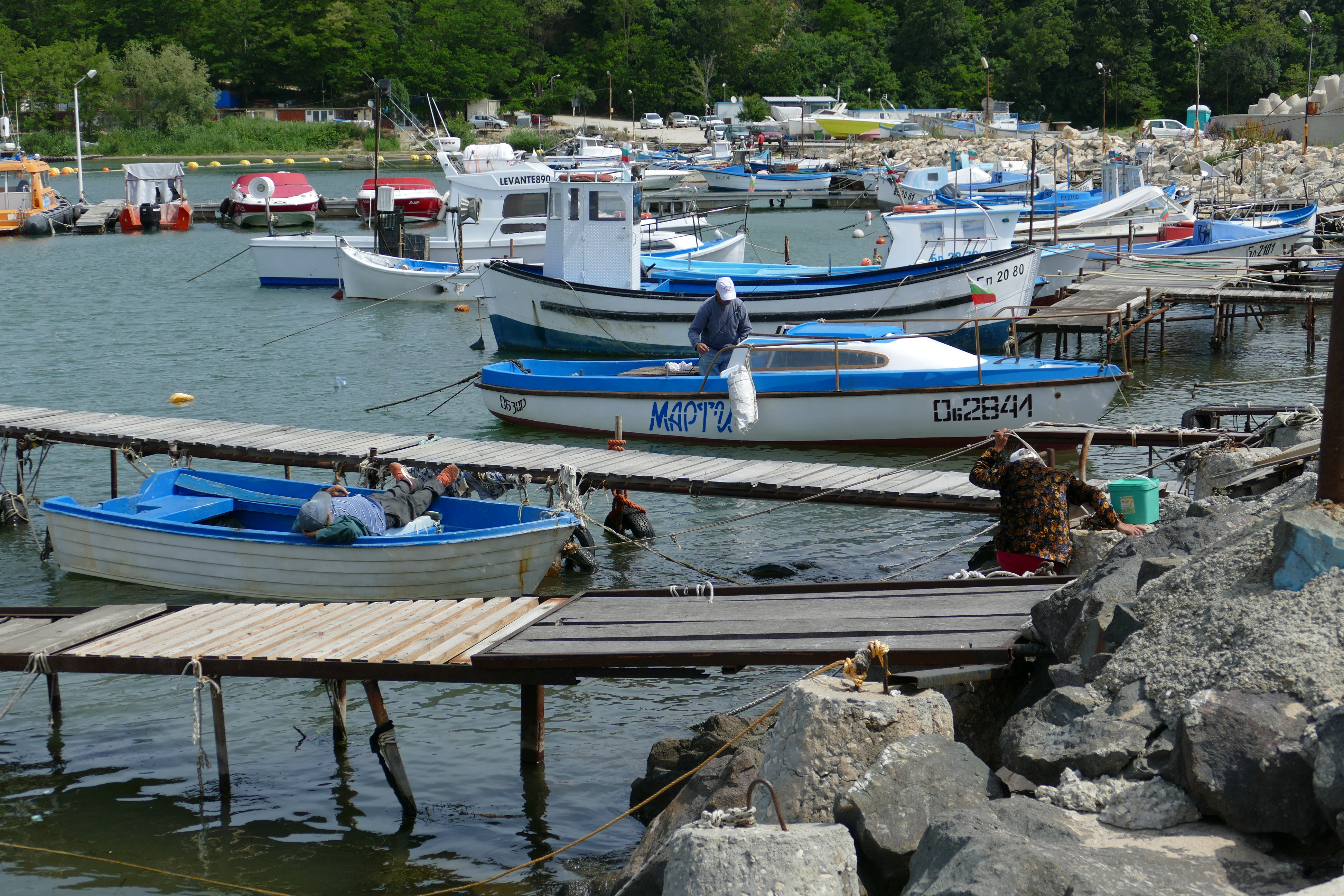
De vissershaven van Bjala

In Nederland is Bjala ook bekend vanwege de affaire rond de vakantievilla van Burgemeester Leers van Maastricht. Leers is daar toen opgelicht door een aantal Bulgaarse partners, en heeft in de nasleep daarvan politiek minder handig opgetreden. De oppositie in Maastricht heeft dat toen gebruikt om het vertrouwen in Leers als burgemeester op te zeggen.
Aksakovo · Avren · Beloslav · Bjala · Dalgopol · Devnja · Dolni Tsjiflik · Provadia · Soevorovo · Valtsji Dol · Varna · Vetrino